# Wemersoniellidae
Wemersoniellidae là một họ động vật thân mềm thuộc bộ Gadilida.
Các chi:
- Chistikovia Scarabino, 1995
- Christikovia Scarabino, 1995
- Wemersoniella Scarabino, 1986